# 板栗壳
板栗壳，为壳斗科植物板栗Castanea mollissima Bl.的干燥总苞。秋季采收成熟果实时剥取刺壳。性味：甘、涩、平。功效：止咳、化痰、消炎。功能主治：用于慢性支气管炎，咳嗽痰多、百日咳、淋巴结炎、腮腺炎。用法用量：30~60克，入水煎服。